# Archaeromma
Archaeromma is een geslacht van vliesvleugeligen uit de familie Mymarommatidae. De wetenschappelijke naam van dit geslacht is voor het eerst geldig gepubliceerd in 1975 door Yoshimoto.

## Soorten
Het geslacht Archaeromma omvat de volgende soorten:
- Archaeromma carnifex Engel & Grimaldi, 2007
- Archaeromma gibsoni Engel & Grimaldi, 2007
- Archaeromma hispanicum Ortega-Blanco, Peñalver, Delclòs & Engel, 2011
- Archaeromma japonicum (Fursov, Shirota, Nomiya & Yamagishi, 2002)
- Archaeromma mandibulatum (Kozlov & Rasnitsyn, 1979)
- Archaeromma masneri (Yoshimoto, 1975)
- Archaeromma minutissimum (Brues, 1937)
- Archaeromma nearcticum Yoshimoto, 1975
- Archaeromma senonicum (Kozlov & Rasnitsyn, 1979)